# Benjamin Kiplagat
Pour les articles homonymes, voir Kiplagat.
Benjamin Kiplagat, né le 4 mars 1989 à Magoro (Eldoret, Ouganda) et mort le 31 décembre 2023 à Eldoret (Kenya), est un athlète ougandais spécialiste du 3 000 mètres steeple.

## Biographie

### Carrière
En 2006, âgé de seize ans seulement, Benjamin Kiplagat remporte le titre du 10 000 mètres des Championnats d'Ouganda. Il se classe par la suite sixième du 3 000 m steeple des Championnats du monde juniors se déroulant à Pékin. Auteur d'un record personnel sur 5 000 mètres de 13 min 22 s 67 à Cassel en juin 2007, l'Ougandais termine cinquième de la course junior des Championnats du monde de cross-country 2007, puis quatrième de l'édition 2008. À Bydgoszcz, il devient vice-champion du monde junior du steeple derrière le Kényan Jonathan Muia Ndiku, avec le temps de 8 min 19 s 24.
Sélectionné pour les Jeux olympiques d'été de 2008, Benjamin Kiplagat se classe neuvième de la finale en 8 min 20 s 27. Il établit un nouveau record personnel à Hengelo en 8 min 14 s 29, et se classe cinquième de la finale mondiale de l'IAAF disputée en fin de saison à Stuttgart. Pour ses premiers Championnats du monde séniors, à Berlin, Kiplagat parvient à se hisser en finale du 3 000 m steeple (11e place).
En juillet 2010, Benjamin Kiplagat se classe deuxième du meeting Athletissima de Lausanne derrière le Kényan Brimin Kipruto. Il améliore à cette occasion le record d'Ouganda en 8 min 3 s 81.

### Mort
Benjamin Kiplagat est retrouvé mort poignardé dans sa voiture le 31 décembre 2023, près de la ville d'Eldoret.

## Records personnels
- 3 000 m steeple : 8 min 3 s 81 (Lausanne, 8 juillet 2010)